# Digenea
De Digenea zijn een onderklasse van parasitaire platwormen (Platyhelminthes). Hiertoe behoort onder andere de familie Schistosomatidae waarin diverse soorten zijn die de veroorzakers zijn van de ziekte bilharzia.

## Taxonomische indeling
Onder invloed van modern moleculair-genetisch onderzoek is de fylogenie van deze groep onderhevig aan grote veranderingen en is iedere keuze voor een indeling aanvechtbaar.
- Orde Digenea incertae sedis
  - Geslacht Adolescaria Sinitzin, 1911
  - Geslacht Cercaria Müller, 1773
  - Geslacht Distomum Diesing, 1850
  - Geslacht Monostoma Rudolphi, 1809
  - Geslacht Monostomum Creplin, 1829
- Orde Diplostomida
  - = Strigeida
  - Onderorde Diplostomata
- Orde Plagiorchiida
  - = Echinostomida
  - Onderorde Apocreadiata
  - Onderorde Bivesiculata
  - Onderorde Bucephalata
  - Onderorde Echinostomata
  - Onderorde Haplosplanchnata
  - Onderorde Hemiurata
  - Onderorde Heronimata
  - Onderorde Lepocreadiata
  - Onderorde Monorchiata
  - Onderorde Opisthorchiata
  - Onderorde Pronocephalata
  - Onderorde Transversotremata
  - Onderorde Xiphidiata
  - Onderorde Zoogonata